# 施图姆定理
施图姆定理是一个用于决定多项式的不同实根的个数的方法。这个方法是以雅克·夏尔·弗朗索瓦·施图姆命名的。
施图姆定理与代数基本定理的一个区别是，代数基本定理是关于多项式的实根或复根的个数，把重根也计算在内，而施图姆定理则只涉及实根，且不把重根计算在内。

## 标准施图姆序列
我们首先从以下不含重根的多项式构造一个施图姆序列：
{\displaystyle X=a_{n}x^{n}+\ldots +a_{1}x+a_{0}.}
标准施图姆序列是把多项式长除法应用于{\displaystyle X}和它的导数{\displaystyle X_{1}=X'}时，所得到的中间结果的序列。
标准施图姆序列由以下公式计算：
{\displaystyle {\begin{matrix}X_{2}&=&-{\rm {rem}}(X,X_{1})\\X_{3}&=&-{\rm {rem}}(X_{1},X_{2})\\&\vdots &\\0&=&-{\rm {rem}}(X_{r-1},X_{r}),\end{matrix}}}
也就是说，序列中每一项都是前两项相除所得的余数，并将其变号。由于当{\displaystyle 1\leq i<r}时，{\displaystyle \operatorname {deg} X_{i+1}\leq \operatorname {deg} X_{i}-1}，因此这个序列最终要停止。最后一个多项式，{\displaystyle X_{r}}，就是{\displaystyle X}和它的导数的最大公因式。由于{\displaystyle X}没有重根，因此{\displaystyle X_{r}}是一个常数。于是，标准施图姆序列为：
{\displaystyle X,X_{1},X_{2},\ldots ,X_{r}.\,}

## 表述
设{\displaystyle V_{\xi }}为以下序列中符号变化的次数（零不计算在内）：
{\displaystyle X(\xi ),X_{1}(\xi ),X_{2}(\xi ),\ldots ,X_{r}(\xi ),\,\!}
其中{\displaystyle X}是不含重根的多项式。于是，施图姆定理说明，对于两个实数{\displaystyle a,b}，开区间{\displaystyle (a,b)}中的不同根的个数为{\displaystyle V_{a}-V_{b}}。

## 应用
通过恰当选择{\displaystyle a,b}，这个定理可以用来计算多项式的实根的总个数。例如，柯西发现的一个定理说明，系数为{\displaystyle a_{i}}的多项式的所有实根都在区间{\displaystyle [-M,M]}内，其中：
{\displaystyle M=1+{\frac {\max _{i=0}^{n-1}|a_{i}|}{|a_{n}|}}.\,\!}
除此以外，我们还可以利用下列事实：对于很大的正数{\displaystyle x}，以下多项式的符号
{\displaystyle P(x)=a_{n}x^{n}+\cdots \,\!}
是{\displaystyle \operatorname {sgn}(a_{n})}，而{\displaystyle \operatorname {sgn}(P(-x))}则是{\displaystyle \operatorname {sgn}((-1)^{n}a_{n})}。 
用这种方法，仅仅计算施图姆序列中首项系数的符号变化，就可以得出多项式的不同实根的个数。
通过施图姆定理的帮助，我们还可以决定某个给定根（例如{\displaystyle \xi }）是几重根。确实，假设我们知道{\displaystyle \xi }在{\displaystyle (a,b)}内，且{\displaystyle V_{a}-V_{b}=1}。那么，{\displaystyle \xi }是{\displaystyle m}重根正好当{\displaystyle \xi }是{\displaystyle X_{r}}的{\displaystyle m-1}重根时（这是因为它是{\displaystyle X}和它的导数的最大公因式）。

## 一般的施图姆序列
{\displaystyle [a,b]} 上的施图姆序列，是实系数多项式 {\displaystyle X} 的一个有限序列{\displaystyle X_{0},X_{1},\ldots ,X_{r}}，使得：
1. {\displaystyle X_{r}}在 {\displaystyle [a,b]} 上没有根
2. {\displaystyle X_{0}(a)X_{0}(b)\neq 0}
3. 如果对于{\displaystyle \xi \in [a,b],1\leq i\leq r-1,X_{i}(\xi )=0}，那么{\displaystyle X_{i-1}(\xi )X_{i+1}(\xi )<0}
4. 若对于{\displaystyle \xi \in [a,b],X(\xi )=0} ,则存在{\displaystyle \delta >0},使得 {\displaystyle c\in (\xi -\delta ,\xi )}时，{\displaystyle X_{0}(c)X_{1}(c)<0} 而 {\displaystyle c\in (\xi ,\xi +\delta )} 时 {\displaystyle X_{0}(c)X_{1}(c)>0}

我们可以验证每一个标准施图姆序列确实是如上定义的施图姆序列。